# Brändö
60°25′N 21°3′Ø / 60.417°N 21.050°Ø
Brändö er en kommune på den norøstlige del af Ålandsøerne med 550 indbyggere og et areal på 1647 km². i alt, deraf er 109,2 km² land. Kommunens område er fordelt på ca. 1200 øer eller skær. Kun Jurmo, Åva, Brändö, Baggholma, Fiskö, Torsholma, Lappo og Asterholma er beboede.
Eneste landsby er Brändö by, der har butik, bank, post og Brändö grundskole der 2007 er færdig-renoveret. Der er også planlagt at bygge en sportshal ved siden af skolen.
Kirken er fra 1893 og er åben om sommeren.
Brändös hovederherv er turisme og fiskeforædling.
Til mange af øerne er der broer og dæmninger. Til Jurmo, Lappo og Asterholma er der færgeforbindelse. Fra Kumlinge og Enklinge er der 3 daglige færgeture til Mariehamn. Bilplads skal reserveres og personer og cykler er gratis.
Fra Brändö er der 2 timers færgerejse til Åbo i Finland.
For hundrede år siden levede de fleste af Brändöboerne af fiskeri og at sejle med fragt i Østersøen med slupper. For ca. 70 år siden blev Østersøfarten urentabel og i en lang periode var det smugleriet, der skabte velstand til skærgårdskommunen.
En kilometer fra Brändö by er der badestrand med bro og toilet. Fiskekort kan købes i de lokale forretninger overalt i kommunen. Se også Seværdigheder.